# Bitja
Bitja (Hebreeuws: בִּתְיָה, bat-jah, "dochter van JHWH"; afgeleid van het Egyptische bj.tj.t, "koningin") was volgens de Hebreeuwse Bijbel een dochter van een farao (1 Kronieken 4:18).

## Interpretatie in de Midrasj
In de Midrasj wordt deze "dochter van de farao" gelijkgesteld met de dochter van de farao die Mozes in een mandje op de Nijl had zien drijven, hem adopteerde en zijn naam Mozes gaf (Exodus 2:1-3). Volgens de Midrasj was Bitja een zorgzame en toegewijde vrouw, en was haar liefdevolle ontvangst en haar wilskracht om Mozes te redden de reden dat God haar "Gods dochter" noemde. Hij zei tegen haar: "Mozes was niet jouw zoon, maar je noemde hem jouw zoon; jij bent niet mijn dochter, maar ik zal jou mijn dochter noemen."
Het feit dat de prinses Mozes had gered, werd door God bovendien bezegeld met het eeuwige leven in het Paradijs en het als enige eerstgeborene overleven van de Plagen van Egypte. Het water van de Nijl had Bitja bij de vondst van Mozes genezen van een ernstige huidziekte en bovendien was Bitja getuige geweest van een verschijning van de aartsengel Gabriël. Deze wonderen deden Bitja waarschijnlijk bekeren tot het Jodendom en trouwde ze met Kaleb, met Jozua een van de twaalf verspieders van het Beloofde Land (Numeri 13) en volgens de Midrasj dezelfde was als Mered uit 1 Kronieken 4:18.